# Lucile Tessariol
Lucile Tessariol, née le 6 janvier 2004 à Bordeaux, est une nageuse française.

## Carrière
Lucile Tessariol est médaillée de bronze du relais 4 × 100 mètres nage libre aux Championnats d'Europe juniors de natation 2019 à Kazan. Elle fait partie du relais français terminant huitième de la finale du relais 4 x 200 m nage libre féminin aux Jeux olympiques d'été de 2020 à Tokyo.
Elle est médaillée d'argent du relais 4 × 100 mètres nage libre aux Jeux méditerranéens de 2022 à Oran.
Aux Championnats d'Europe de natation 2022 à Rome, elle est médaillée d'or du relais 4 × 100 mètres nage libre mixte (en participant seulement aux séries) et médaillée d'argent du relais 4 × 200 mètres nage libre mixte.